# Jacob Shaffelburg
Jacob Everett Shaffelburg (* 26. November 1999 in Kentville, Nova Scotia) ist ein kanadischer Fußballspieler. Er spielt aktuell für Nashville SC in der Major League Soccer sowie für die kanadische Fußballnationalmannschaft.

## Karriere

### Vereine
Shaffelburg verließ mit 15 Jahren seine Heimat Nova Scotia, um in den USA an der Berkshire School, einem Internat mit bekanntem Fußballprogramm in Massachusetts, sowie in New York City für den Manhattan SC zu spielen. 2016 wechselte Shaffelburg zurück nach Kanada in den Nachwuchsbereich des Toronto FC. Nach einem kurzen Abstecher zum Black Rock FC 2018 sowie Einsätzen für die Nachwuchs- und Reserveteams in Toronto konnte Shaffelburg 2019 die ersten Einsatzminuten im Profibereich sammeln: Sein Debüt gab er am 20. Februar 2019 im Achtelfinale der CONCACAF Champions League in Panama bei Independiente FC. Sein erster Einsatz in der MLS folgte im Juni desselben Jahres beim FC Dallas. Nach einer durchwachsenen Saison 2020 gelang ihm 2021 der Durchbruch mit 20 Spielen und drei Toren in der MLS. Im Juni 2022 gewann er mit Toronto die wegen der COVID-19-Pandemie verschobene Kanadische Meisterschaft 2020. Kurze Zeit später wechselte er zur Mitte der Saison, zunächst auf Leihbasis, zum Nashville SC. Nach einer guten Halbserie, in der Nashville die Play-offs erreichen konnte, unterschrieb Shaffelburg einen Vierjahresvertrag mit einjähriger Verlängerungsoption in Nashville.

### Nationalmannschaft
Am 11. Januar 2020 kam Shaffelburg in einem Freundschaftsspiel gegen Barbados zu seinem ersten Einsatz für die kanadische Fußballnationalmannschaft. Nachdem er für den WM-Kader 2022 nicht berücksichtigt worden war, nahm er 2023 zum ersten Mal an einem internationalen Turnier teil: beim Gold Cup 2023 scheiterten die Kanadier im Viertelfinale erst im Elfmeterschießen an den US-Amerikanern. Shaffelburg hatte zuvor in der Verlängerung sein erstes Länderspieltor geschossen. Im Juni 2024 wurde Shaffelburg vom neuen kanadischen Nationaltrainer Jesse Marsch auch in den Kader für die Copa América 2024 berufen. Dabei gelang ihm beim historischen 1:0-Sieg im Gruppenspiel gegen Peru als Einwechselspieler die entscheidende Vorlage für das Tor durch Jonathan David.

## Titel
- Canadian Championship: 2020